# Ultramarijnbisschop
De ultramarijnbisschop (Cyanoloxia brissonii) is een zangvogel uit de familie Cardinalidae (kardinaalachtigen).

## Verspreiding en leefgebied
Deze soort telt 5 ondersoorten:
- C. b. caucae: zuidwestelijk Colombia.
- C. b. minor: noordelijk Venezuela.
- C. b. brissonii: oostelijk Brazilië.
- C. b. sterea: zuidoostelijk en zuidelijk Brazilië, oostelijk Paraguay, noordoostelijk Argentinië en Uruguay.
- C. b. argentina: Bolivia en zuidwestelijk Brazilië, westelijk Paraguay en noordelijk Argentinië.